# Hirtodrosophila hirtinotata
Hirtodrosophila hirtinotata är en tvåvingeart som först beskrevs av Toyohi Okada 1991.  Hirtodrosophila hirtinotata ingår i släktet Hirtodrosophila och familjen daggflugor. Inga underarter finns listade i Catalogue of Life.